# Ndala (Nzega)
Ndala ist ein Verwaltungsbezirk (englisch Ward) des Distrikts Nzega (DC) in der tansanischen Region Tabora.

## Geografie
Ndala ist ein ländlicher Bezirk im westlichen Teil des zentralen Hochlands von Tansania, etwa 60 Kilometer Luftlinie südlich der Distrikthauptstadt Nzega und 55 Kilometer nordöstlich der Regionshauptstadt Tabora. Bei der Volkszählung 2022 lebten 25.570 Menschen in 5559 Haushalten auf einer Fläche von 180 Quadratkilometern.

Der Bezirk grenzt im Süden an den Distrikt Uyui und sonst an Bezirke des Distrikts Nzega (DC):
| Nkiniziwa | Mizibaziba                                  | Tongi   |
| Puge      | Kompassrose, die auf Nachbargemeinden zeigt |         |
| Magengati | Ibelamilundi                                | Budushi |

## Gliederung
Der Bezirk besteht aus fünf Gemeinden (swahili Mtaa) mit 27 Orten (Kitongoji):
| Uhemeli - Uhemeli Kati - Uhemeli Mashariki - Uhemeli Magharibi - Tanulu - Misongeni | Ntoba - Chamakula - Bukamba - Ipuli - Isakala - Kichangani | Kampala - Kampala - Itumba - Itolashisho - Majengo Mpya | Wita - Kasungilo - Igalula - Itunda - Iyange - Magulya - Kawili - Ibelamadoni - Nyenze | Mabisilo - Mabisilo Kati - Mabisilo Mashariki - Mabisilo Kusini - Manoleo - Mabisilo Magharibi |

## Infrastruktur
- Bildung: Die Kampala Secondary School ist die einzige weiterführende Schule des Bezirks.[7] Diese staatliche Tagesschule bietet eine Ausbildung bis zur 4. Stufe an.[8]
- Gesundheit: In Ndala befindet sich ein privat geführtes Distriktkrankenhaus.[9] Außerdem gibt es in den Gemeinden Uhemeli,[10] Wita[11] und Mabisilo[12] je eine staatliche Apotheke.